# Resultados do Carnaval de Pelotas em 2002
Resultados do Carnaval de Pelotas em 2002. O grupo especial teve duas campeã a Estação Primeira do Areal com o enredo; No universo da sétima arte, a imitação da vida... O filme... e Unidos do Fragata com o enredo; ''No toque do tambor, Ogum mandou Giba Giba aqui.

## Escolas de samba
| Grupo Especial  | Grupo Especial            | Grupo Especial | Grupo Especial    |
| Colocação       | Escola                    | Pontos         | Ref.              |
| --------------- | ------------------------- | -------------- | ----------------- |
| 1º              | Estação Primeira do Areal | 178            | [ 5 ] [ 6 ] [ 7 ] |
| 1º              | Unidos do Fragata         | 178            | [ 5 ] [ 7 ]       |
| 2º              | General Telles            | 173            | [ 5 ] [ 7 ]       |
| 3º              | Academia do Samba         | 168            | [ 5 ] [ 7 ]       |
| 4º              | Imperadores da Guabiroba  | 165            | [ 7 ]             |
| 5º              | Rosa Imperial             | 164            | [ 7 ]             |
| Grupo de Acesso |                           |                |                   |
| Colocação       | Escola                    | Pontos         | Ref.              |
| 1º              | Acadêmicos da Saúde       | 176            | [ 5 ] [ 8 ]       |
| 2º              | Imperatriz da Zona Norte  | 161            | [ 5 ] [ 8 ]       |
| 3º              | Estácio de Sá             | 144            | [ 5 ] [ 8 ]       |
| 4º              | Arautos da Baronesa       | 140            | [ 8 ]             |
| 5º              | Ramiro Barcelos           | 135            | [ 8 ]             |

## Escolas mirins
| Colocação | Entidade             | Pontos | Ref          |
| --------- | -------------------- | ------ | ------------ |
| 1º        | Explosão do Futuro   | 90     | [ 9 ] [ 10 ] |
| 2º        | Ramirinho            | 84     | [ 10 ]       |
| 3º        | Mocidade do Obelisco | 82     | [ 10 ]       |
| 4º        | Acadêmicos da Lagoa  | 78     | [ 10 ]       |
| 5º        | Anjos do Areal       | 72     | [ 10 ]       |
| 6º        | Águia de Ouro        | 65     | [ 10 ]       |

## Blocos infantis
| Colocação | Entidade        | Pontos | Ref          |
| --------- | --------------- | ------ | ------------ |
| 1º        | Mickey          | 50     | [ 9 ] [ 11 ] |
| 2º        | Trem da Alegria | 46     | [ 11 ]       |
| 3º        | Alegria e Samba | 44     | [ 11 ]       |

## Blocos burlescos
| Colocação | Entidade               | Pontos | Ref          |
| --------- | ---------------------- | ------ | ------------ |
| 1º        | Bruxas da Várzea       | 50     | [ 9 ] [ 12 ] |
| 2º        | Mafa do Colono         | 47     | [ 12 ]       |
| 3º        | Gaviões do Pestano     | 46     | [ 12 ]       |
| 4º        | Traíras da Castilho    | 41     | [ 12 ]       |
| 5º        | Sanatório da Guabiroba | 41     | [ 12 ]       |
| 6º        | Linguarudas da Várzea  | 41     | [ 12 ]       |
| 7º        | Bafo da Onça           | 40     | [ 12 ]       |
| 8º        | Malvadas do Arco Íris  | 39     | [ 12 ]       |
| 9º        | Vaca Loca da Várzea    | 39     | [ 12 ]       |
| 10º       | Candinhas da Cerquinha | 37     | [ 12 ]       |

## Bandas
| Colocação | Entidade                | Pontos | Ref          |
| --------- | ----------------------- | ------ | ------------ |
| 1º        | Ki-Bandaço              | 40     | [ 9 ] [ 13 ] |
| 2º        | Banda Laranja           | 39     | [ 13 ]       |
| 3º        | Ki-Folia                | 37     | [ 13 ]       |
| 4º        | Entre a Cruz e a Espada | 37     | [ 13 ]       |
| 5º        | Lobos da Cerca          | 35     | [ 13 ]       |
| 6º        | Dona da Noite           | 34     | [ 13 ]       |
| 7º        | Império das Corujas     | 33     | [ 13 ]       |
| 8º        | Girafa da Cerquinha     | 31     | [ 13 ]       |